# Hammarby IF (hokej na lodzie)
Hammarby IF Hockey – nieistniejący szwedzki klub hokejowy. Funkcjonował jako sekcja Hammarby IF.

## Historia
Został założony w 1920. Występował 42 sezony (1922-1957, 1958-1959, 1960-1961, 1965–1966 i 1968-1969) w najwyższej szwedzkiej klasie rozgrywkowej, a po utworzeniu rozgrywek Eliserien 2 sezony (1982–1983 i 1984–1985).
Wiosną 2008 klub popadł w kłopoty finansowe i sekcja hokejowa została zlikwidowana. Rok później kibice drużyny, zwani Bajen Fans, powołali klub pod nazwą „Bajen Fans Hockey”, którą zamierzają przekształcić ponownie w Hammarby IF Hockey. Obecnie ich drużyna występuje w lidze Alltvåan.

## Sukcesy

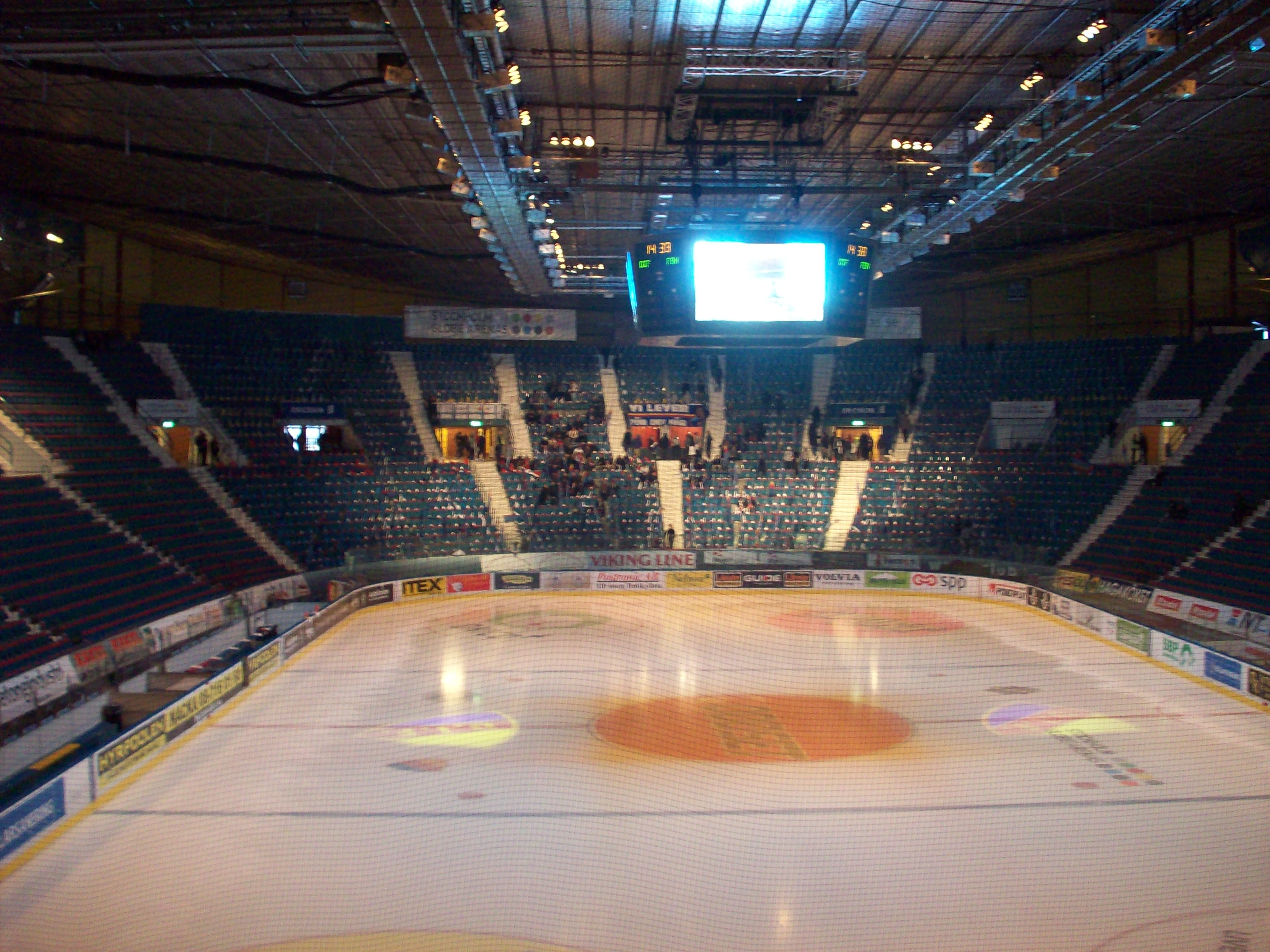
Lodowisko Hovet – widok ze strefy dla VIP

- Złoty medal mistrzostw Szwecji (8 razy): 1932, 1933, 1936, 1937, 1942, 1943, 1945, 1951
- Srebrny medal mistrzostw Szwecji (8 razy): 1922, 1931, 1934, 1935, 1938, 1944, 1953, 1955
- Brązowy medal mistrzostw Szwecji (6 razy)
- Złoty medal Allsvenskan (7 razy): 1958, 1963, 1964, 1965, 1968, 1973, 1975

## Zawodnicy
Wychowankiem klubu byli m.in. Sven Bergqvist, Kristian Huselius, Nils Ekman, Johnny Oduya, Richard Gynge, Gabriel Landeskog, Calle Ridderwall. W klubie występowali także m.in. Johan Åkerman (1991–1994), Mika Hannula (1999–2000), Polacy Mariusz Czerkawski (1992-1993) i Adam Borzęcki (2003-2004), Słowak Kristián Kudroč, Kanadyjczyk Jamal Mayers (obaj 2004-2005), Marcus Krüger, Robert Nilsson (2005).
W czasie występów w barwach Hammarby Mariusz Czerkawski ustanowił rekord strzelecki i w klasyfikacji kanadyjskiej w lidze Allsvenskan – 92 punkty (w tym 55 goli) w 45 meczach.